# Yigal Frid
Yigal Frid (hebräisch יגאל פריד; * 28. Februar 1992) ist ein israelischer Fußballschiedsrichter.
Frid leitet seit September 2016 Spiele in der ersten israelischen Liga und hatte in dieser bislang bereits über 120 Einsätze.
Seit 2018 steht er auf der Liste der FIFA-Schiedsrichter und leitet internationale Fußballpartien. Er gehört zur Gruppe der UEFA-First-Category-Schiedsrichter.
In der Saison 2021/22 debütierte Frid erstmals in der Europa Conference League. Zudem leitet er Spiele in der Qualifikation zur Champions League und Europa League, in der EM-Qualifikation für die Europameisterschaft 2024 in Deutschland, in der europäischen WM-Qualifikation für die Weltmeisterschaft 2022 in Katar sowie weitere Qualifikations- und Freundschaftsspiele.